# New Waves
New Waves è il decimo album in studio del gruppo hip hop statunitense Bone Thugs, noto principalmente come Bone Thugs-n-Harmony. Il disco è stato pubblicato nel 2017. Al disco tuttavia hanno partecipato solo due dei cinque componenti del gruppo, ossia Krayzie Bone e Bizzy Bone, insieme a molti ospiti.

## Tracce
1. Coming Home (featuring Stephen Marley) – 2:55
2. If Heaven Had a Cellphone (featuring Tank) – 2:39
3. Good Person (featuring Joelle James) – 2:55
4. Fantasy (featuring Jesse Rankins) – 2:40
5. That Girl (featuring Kaci Brown) – 2:49
6. Let It All Out (featuring Jazze Pha) – 3:06
7. Waves (featuring Layzie Bone, Wish Bone & Flesh-n-Bone) – 4:12
8. Whatever Goes Up (featuring Jonathan Davis) – 3:47
9. Cocaine Love (featuring Bun B & Jesse Rankins) – 3:22
10. Bad Dream (featuring Iyaz) – 2:43
11. Gravity (featuring Yelawolf) – 3:57
12. Bottleservice – 2:50
13. Change the Story (featuring Uncle Murda) – 4:07
14. Ruthless (featuring Layzie Bone, Flesh-n-Bone &
 Eric Bellinger) – 4:03

Bonus track
1. My Way (featuring DB Bantino) – 2:42